# Мусин-Пушкин, Алексей Васильевич
Алексе́й Васи́льевич Му́син-Пу́шкин (ум. 1803) — полный адмирал Российской империи (1797 год), генерал-кригс-комиссар флота.

## Биография
Из рода Мусиных-Пушкиных. Родился, вероятно, в начале 1730-х годов. Сын морского офицера Василия Афанасьевича Мусина-Пушкина. Образование получил в Петербургской морской академии и с 1748 года служил в Балтийском флоте, дважды совершил переход от Кронштадта в Архангельск и обратно. В 1751 году произведён в мичманы.
В 1750-х годах командовал бомбардирским кораблём «Юпитер» и пинком «Вологда». С 1758 по 1763 год на фрегате «Святой Михаил» совершал крейсерские плавания в Балтийском море, затем несколько лет командовал в устье реки Западная Двина брандвахтенным фрегатом «Вестовой», в 1764 году произведён в капитан-лейтенанты. С 1767 года на корабле «Три Святителя» плавал в Балтийском море.
В 1769 году получил чин капитана 2-го ранга и, командуя фрегатом «Св.ятой Феодор», обеспечивал переход эскадры адмирала Г. А. Спиридова в Средиземное море. В 1771 году был назначен командиром новопостроенного корабля «Память Евстафия» и привёл его из Архангельска в Ревель. В 1772 году произведён в капитаны 1-го ранга.
В 1773 году Мусин-Пушкин был назначен командиром корабля «Мироносиц», с которым вошёл в состав эскадры контр-адмирала С. К. Грейга, и совершил переход из Ревеля в Ливорно. В мае 1775 года вернулся в Кронштадт, после чего командовал кораблём «Вячеслав» в Ревельском порту.
В 1779 году Мусин-Пушкин на новопостроенном корабле «Храбрый» в сопровождении двух кораблей и двух фрегатов вышел из Архангельска, у острова Кильдин соединился с эскадрой контр-адмирала С. П. Хметевского, пришедшей из Ревеля, и совершил крейсерское плавание в Баренцевом море, а в 1780 году перешёл с эскадрой в Кронштадт.
Назначенный в 1781 году командиром Архангельского порта Мусин-Пушкин на этой должности получил чины капитана генерал-майорского ранга (в 1782 году) и вице-адмирала (в 1787 году).
В июле 1788 года Мусин-Пушкин по причине болезни адмирала А. Н. Сенявина временно управлял делами Кронштадтского порта, а в марте 1789 года вошёл в число флагманов Балтийского флота. В этом качестве он принимал участие в русско-шведской войне и за отличие в Ревельском бою был награждён золотой шпагой с надписью «За храбрость» и бриллиантовыми украшениями. 26 ноября 1790 года награждён орденом Святого Георгия 4-й степени (№ 793 по кавалерскому списку Григоровича — Степанова).
С декабря 1791 года Мусин-Пушкин являлся генерал-кригс-комиссаром флота, в январе следующего года в дополнение к занимаемой должности он был флагманом эскадры адмирала В. Я. Чичагова. В 1797 году произведён в полные адмиралы.
11 июля 1800 года Мусин-Пушкин вышел в отставку и скончался в 1803 году.

## Награды
- Орден Святой Анны 1-й степени
- Орден Святого Владимира 2-й степени
- Орден Святого Александра Невского (1797 год)

## Семья
Жена — Прасковья, дочь Ивана Кирилловича Бирюкова (1752—1846). Дочь, Елизавета (1786 — 1.7.1853), замужем с 27 июля 1805 года за генералом Д. П. Неверовским.